# Compagnie des Messageries Aériennes

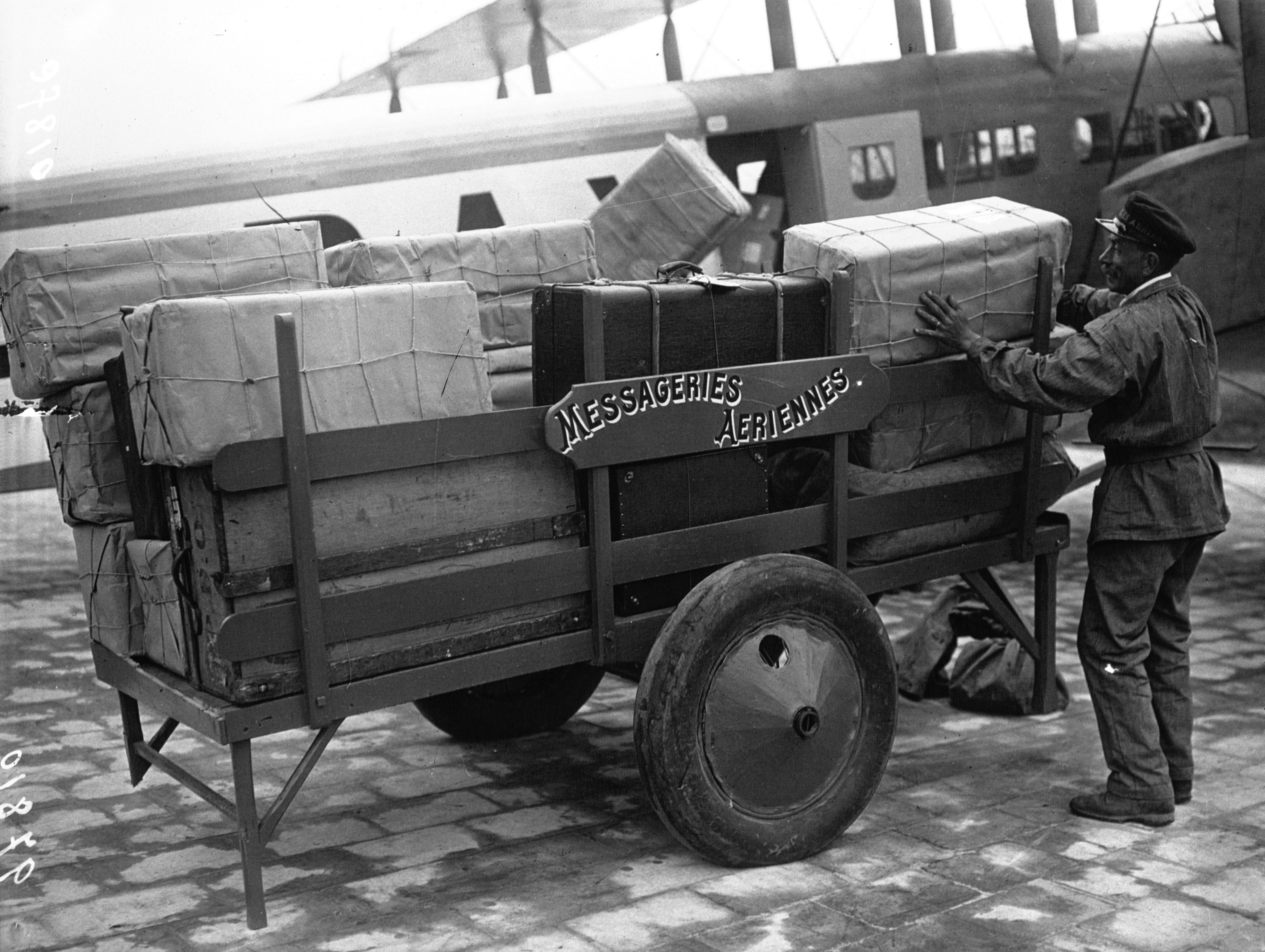
Погрузка багажа на самолёт авиакомпании в аэропорту Ле-Бурже, 1922 год

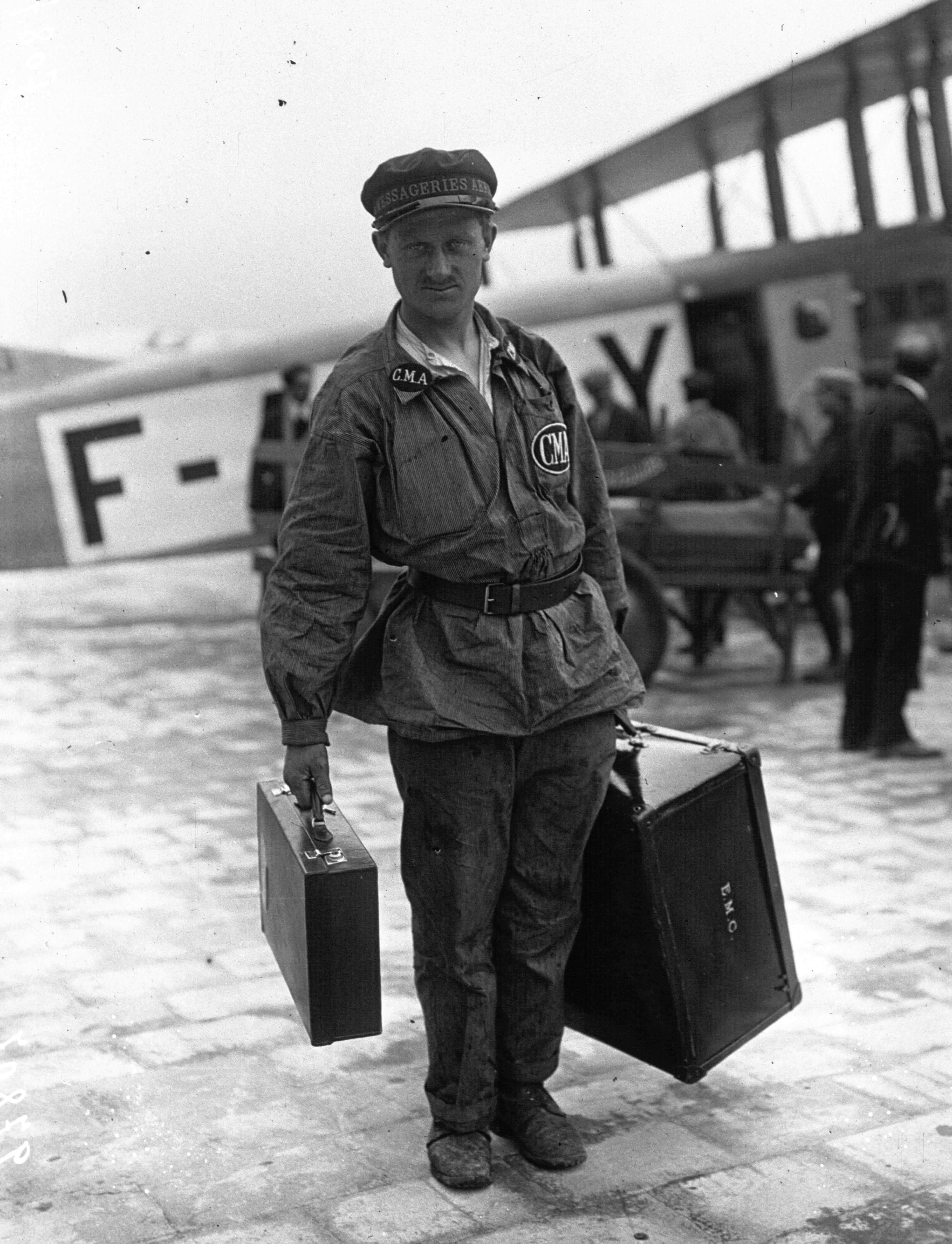
Грузчик багажа в форме авиакомпании, аэропорт Ле-Бурже, 1922 год

Compagnie des Messageries Aériennes (CMA) — упразднённая французская авиакомпания, один из первых коммерческих авиаперевозчиков в стране и в мире.

## История
Компания была основана в феврале 1919 года Луи Шарлем Бреге, Луи Блерио и Луи Рено. 18 апреля того же года авиакомпания открыла свой первый маршрут между аэропортом Ле-Бурже (Париж) и аэропортом Лилля, по которому осуществлялись пассажирские, грузовые и почтовые авиаперевозки на переоборудованных военных самолётах Breguet 14. В августе 1919 года компания представила ещё один регулярный маршрут из Ле-Бурже в Брюссель (Бельгия), а 19 сентября — третье направление между Ле-Бурже и Лондоном.
1 января 1923 года Compagnie des Messageries Aériennes объединилась с другим французским перевозчиком Grands Express Aériens с образованием укрупнённой авиакомпании Air Union.

## Флот
- Breguet 14 (2 пассажира)
- Farman F.60 Goliath (12 пассажиров) — 15 ед.
- Blériot-SPAD S.27 (2 пассажира) — 10 ед.
- Blériot-SPAD S.33 (5 пассажиров) — 15 ед.

## Авиапроисшествия
- 15 марта 1923 года. Самолёт Farman F.60 Goliath (регистрационный F-AEIE) при посадке в аэропорту Кройдон выкатился за пределы взлётно-посадочной полосы и зацепил здание. Позже воздушное судно было восстановлено и продолжило работу в авиакомпании[3].
- 3 декабря 1923 года. Farman F.60 Goliath (регистрационный F-AEIF) разбился у Литтлстоуна (графство Кент, Великобритания)[3]